# Nephodia lexuria
Nephodia lexuria là một loài bướm đêm trong họ Geometridae.